# Дивізіон Нармадапурам
22°45′ пн. ш. 77°43′ сх. д. / 22.75° пн. ш. 77.72° сх. д.

Дивізіон Нармадапурам є одним з адміністративних дивізіонів штату Мадх'я Прадеш . Він був утворений  27 серпня  2008 із трьох колишніх округів дивізіону Бхопал.

## Округи
| Округ      | Адмінцентр | Площа км² | Населення (Перепис: 2001) | Густота чол/км² |
| ---------- | ---------- | --------- | ------------------------- | --------------- |
| Бетул      | Бетул      | 10.043    | 1.394.421                 | 139             |
| Харда      | Харда      | 3.339     | 474.174                   | 142             |
| Хошангабад | Хошангабад | 6.698     | 1.085.011                 | 162             |
| Загалом    | .          | 20.080    | 2.953.606                 | 147             |

| Індія | Це незавершена стаття з географії Індії. Ви можете допомогти проєкту, виправивши або дописавши її. |